# NGC 105
NGC 105 je galaksija u zviježđu Ribe.

## Vanjske poveznice
- SEDS: NGC 0105